# Artocarpus rubrovenius
Artocarpus rubrovenius är en mullbärsväxtart som beskrevs av Otto Warburg. Artocarpus rubrovenius ingår i släktet Artocarpus och familjen mullbärsväxter. Inga underarter finns listade i Catalogue of Life.